# Игараси, Фумио
Фумио Игараси (яп. 五十嵐 文男 Игараси Фумио, род. 6 ноября 1958 года) — бывший японский фигурист родом из Токио, четырёхкратный чемпион Японии по фигурному катанию. Он представлял Японию на Зимних Олимпийских играх 1980 года, где занял 9-е место. В 1981 году он занял четвёртое место на чемпионате мира по фигурному катанию, а закончил выступления в 1982 году. Его тренировал известный американский тренер Фрэнк Кэрролл.
| Чемпионат               | 1974-75 | 1975-76 | 1976-77 | 1977-78 | 1978-79 | 1979-80 | 1980-81 | 1981-82 |
| ----------------------- | ------- | ------- | ------- | ------- | ------- | ------- | ------- | ------- |
| Зимние Олимпийские игры |         |         |         |         |         | 9       |         |         |
| Чемпионат мира          |         |         |         | 7       | 6       | 8       | 4       | 9       |
| Чемпионат Японии        | 3       | 3       | 3       | 1       | 2       | 1       | 1       | 1       |
| NHK Trophy              |         |         |         |         |         | 2       | 1       | 1       |
| Nebelhorn Trophy        |         |         | 1       |         |         |         |         |         |